# Rustam Scharipow
Rustam Chalimdschanowytsch Scharipow (ukrainisch Рустам Халімджанович Шаріпов, wiss. Transliteration Rustam Chalimdžanovyč Šaripov; * 2. Juni 1971 in Duschanbe) ist ein ehemaliger ukrainischer Turner und zweifacher Olympiasieger.
Bei den Olympischen Sommerspielen 1992 in Barcelona gewann er mit dem Vereinten Team den Mannschaftsmehrkampf. Er nahm ebenso an allen sieben Einzelwettkämpfen teil, konnte sich jedoch in keinem für das Finale qualifizieren.
Vier Jahre später bei den Olympischen Sommerspielen in Atlanta ging er für die Ukraine an den Start und konnte mit deren Mannschaft die Bronzemedaille im Mehrkampf gewinnen. Im Wettkampf am Barren holte er seine zweite olympische Goldmedaille und im Einzelmehrkampf erreichte er Platz 8.
Scharipow wurde bei den Turn-Weltmeisterschaften 1994 in Brisbane Zweiter am Barren. Zwei Jahre später bei der WM in San Juan wurde er in derselben Disziplin Weltmeister.